# Collegio uninominale Lombardia - 05 (2017)
Il collegio elettorale uninominale Lombardia - 05 è stato un collegio elettorale uninominale della Repubblica Italiana per l'elezione del Senato tra il 2017 ed il 2022.

## Territorio
Come previsto dalla legge elettorale italiana del 2017, il collegio era stato definito tramite decreto legislativo all'interno della circoscrizione Lombardia.
Era formato dal territorio di 48 comuni: Agrate Brianza, Aicurzio, Basiano, Bellinzago Lombardo, Bellusco, Bernareggio, Brugherio, Burago di Molgora, Busnago, Bussero, Cambiago, Caponago, Carnate, Carugate, Cassano d'Adda, Cassina de' Pecchi, Cavenago di Brianza, Cernusco sul Naviglio, Cologno Monzese, Cornate d'Adda, Gessate, Gorgonzola, Grezzago, Inzago, Liscate, Masate, Melzo, Mezzago, Ornago, Pantigliate, Peschiera Borromeo, Pessano con Bornago, Pioltello, Pozzo d'Adda, Pozzuolo Martesana, Rodano, Roncello, Ronco Briantino, San Donato Milanese, Segrate, Settala, Sulbiate, Trezzano Rosa, Trezzo sull'Adda, Truccazzano, Vaprio d'Adda, Vignate, Vimodrone.
Il collegio era parte del collegio plurinominale Lombardia - 05.

## Eletti
| Elezione | Elezione | Senatore            | Partito |
| -------- | -------- | ------------------- | ------- |
|          | 2018     | Emanuele Pellegrini | Lega    |

## Dati elettorali

### XVIII legislatura
Come previsto dalla legge elettorale, 116 senatori erano eletti con sistema a maggioranza relativa in altrettanti collegi uninominali a turno unico.
| Candidati              | Candidati                     | Voti    | %     | Liste                           | Voti    | %     |
| ---------------------- | ----------------------------- | ------- | ----- | ------------------------------- | ------- | ----- |
|                        | Emanuele Pellegrini ✔️ Eletto | 126 034 | 41,18 | Lega                            | 70 396  | 23,00 |
| Forza Italia           | Emanuele Pellegrini ✔️ Eletto | 126 034 | 41,18 | 39 588                          | 12,94   |       |
| Fratelli d'Italia      | Emanuele Pellegrini ✔️ Eletto | 126 034 | 41,18 | 12 736                          | 4,16    |       |
| Noi con l'Italia - UDC | Emanuele Pellegrini ✔️ Eletto | 126 034 | 41,18 | 3 314                           | 1,08    |       |
|                        | Simona Malpezzi               | 84 903  | 27,74 | Partito Democratico             | 72 292  | 23,62 |
| +Europa                | Simona Malpezzi               | 84 903  | 27,74 | 9 500                           | 3,10    |       |
| Italia Europa Insieme  | Simona Malpezzi               | 84 903  | 27,74 | 1 742                           | 0,57    |       |
| Civica Popolare        | Simona Malpezzi               | 84 903  | 27,74 | 1 369                           | 0,45    |       |
|                        | Carla Maria Bonacina          | 76 671  | 25,05 | Movimento 5 Stelle              | 76 671  | 25,05 |
|                        | Luigi Greco                   | 9 876   | 3,23  | Liberi e Uguali                 | 9 876   | 3,23  |
|                        | Osvaldo Colombo               | 3 183   | 1,04  | Potere al Popolo!               | 3 183   | 1,04  |
|                        | Laura Carcano                 | 2 732   | 0,89  | CasaPound                       | 2 732   | 0,89  |
|                        | Massimo Vignati               | 1 643   | 0,54  | Il Popolo della Famiglia        | 1 643   | 0,54  |
|                        | Enrico Baroni                 | 713     | 0,23  | Per una Sinistra Rivoluzionaria | 713     | 0,23  |
|                        | Carmelo Runci                 | 276     | 0,09  | PRI - ALA                       | 276     | 0,09  |
| Totale                 | Totale                        | 306 031 | 100   |                                 | 306 031 | 100   |
|                        |                               |         |       |                                 |         |       |
| Voti non validi        | Voti non validi               | 7 685   | 2,45  |                                 |         |       |
| Votanti                | Votanti                       | 313 716 | 77,82 |                                 |         |       |
| Elettori               | Elettori                      | 403 149 |       |                                 |         |       |